# Новый, Рихард
Рихард Новый (чеш. Richard Nový; род. 3 апреля 1937, Прага) — чехословацкий гребец, выступавший за сборную Чехословакии по академической гребле в 1960-х годах. Бронзовый призёр летних Олимпийских игр в Токио, обладатель бронзовой медали чемпионата Европы, победитель и призёр первенств национального значения.

## Биография
Рихард Новый родился 3 апреля 1937 года в Праге.
Впервые заявил о себе в академической гребле на международном уровне в сезоне 1960 года, когда вошёл в состав чехословацкой национальной сборной и благодаря череде удачных выступлений удостоился права защищать честь страны на летних Олимпийских играх в Риме. Стартовал в программе распашных рулевых четвёрок, но попасть в число призёров не смог.
После римской Олимпиады Новый остался действующим спортсменом и продолжил принимать участие в крупнейших международных регатах. Так, в 1963 году он побывал на чемпионате Европы в Копенгагене, откуда привёз награду бронзового достоинства, выигранную в восьмёрках.
В 1964 году стартовал в восьмёрках на Олимпийских играх в Токио. В составе экипажа-восьмёрки, куда также вошли гребцы Иржи Лундак, Ян Мрвик, Юлиус Точек, Йозеф Вентус, Лудек Поезный, Богумил Яноушек, Петр Чермак и рулевой Мирослав Коничек, с первого места преодолел предварительный квалификационный этап, тогда как в решающем финальном заезде финишировал третьим позади команд из США и Германии — тем самым завоевал бронзовую олимпийскую медаль.